# Leonard Hamilton
Leonard Hamilton, (nacido el 4 de agosto de 1948 en Gastonia, Carolina del Norte) es un entrenador retirado de baloncesto estadounidense que entrenó un año a los Washington Wizards y que ha ejercido durante más de 40 años en la NCAA como entrenador principal y asistente, y entre 2002 y 2025 fue el entrenador principal de la Universidad Estatal de Florida.

## Trayectoria
- Universidad de Austin Peay State (1971-1974), (Asist.)
- Universidad de Kentucky (1974-1986), (Asist.)
- Universidad de Oklahoma State  (1986-1990)
- Universidad de Miami (1990-2000)
- Washington Wizards  (2000-2001)
- Universidad de Florida State  (2002-)